# 전익현
전익현(全益鉉, 1961년 3월 8일 ~ )은 대한민국 충청남도의회 의원이다.

## 학력
- 장선초등학교
- 문성중학교
- 군산고등학교
- 충남대학교 경제학과
- 충남대학교 대학원 경영학 석사
- 군산대학교 대학원 경영학 박사

## 경력
- 2006년 7월 1일 ~ 2010년 6월 30일: 제5대 서천군의회 의원
- 2010년 7월 1일 ~ 2014년 4월 22일: 제6대 서천군의회 의원
  - 2012.07 ~ 2014.04: 제6대 서천군의회 후반기 부의장
- 2018년 7월 1일 ~ 2022년 6월 30일: 제11대 충청남도의회 의원
- 2022년 7월 1일 ~ : 제12대 충청남도의회 의원
  - 제12대 충청남도의회 전반기 교육위원회 위원
  - 제12대 충청남도의회 전반기 예산결산특별위원회 위원
  - 제12대 충청남도의회 후반기 행정문화위원회 위원

## 역대 선거 결과
|  | 8.66% |

|  | 17% |

|  | 48.66% |

|  | 73.52% |

|  | 56.62% |